# フランシスマール・カリオカ・デ・オリベイラ
フランシスマール・カリオカ・デ・オリベイラ（Francismar Carioca de Oliveira、1984年4月18日 - ）は、ブラジル・ミナスジェライス州出身の元サッカー選手。現役時代のポジションはミッドフィールダー（主に左サイドハーフ）。愛称はチマル。

## 経歴
2005年に地元ミナスジェライス州のアメリカ・ミネイロでプロデビュー。クルゼイロEC在籍時の2006年にミナスジェライス州選手権優勝を経験した。
2007年にJリーグ・J1の川崎フロンターレに新戦力として加入。前年に左サイドの選手として活躍したマルコンに代わる選手として期待されていたが、キャンプ中の同2月3日に行われたコンサドーレ札幌との練習試合で相手ゴールキーパーの林卓人と激しく接触し、左膝前十字靭帯・内側側副靱帯断裂の重傷を負った。
その後懸命なリハビリで予定より早いペースで回復し、同年8月18日のJ1第21節・対清水エスパルス戦（日本平スタジアム）でJリーグ初出場となった。しかしその後も膝の具合が思わしくなく、一時はJ1公式戦で先発メンバーに名を連ねるもののプレーに精彩を欠き、出場機会を減らした。期限付き移籍期間満了に伴い、2007年シーズン限りで川崎を退団。
2008年2月、練習に参加していた東京ヴェルディへ入団したが、ここでも出場機会はナビスコカップの1試合のみであり、また4月に川崎から移籍加入したフッキに押し出される形で（外国籍選手の登録は3名までのため）クルゼイロECに復帰した。

## 個人成績
| 国内大会個人成績 | 国内大会個人成績 | 国内大会個人成績 | 国内大会個人成績 | 国内大会個人成績 | 国内大会個人成績 | 国内大会個人成績 | 国内大会個人成績 | 国内大会個人成績 | 国内大会個人成績 | 国内大会個人成績 | 国内大会個人成績 |
| 年度             | クラブ           | 背番号           | リーグ           | リーグ戦         | リーグ戦         | リーグ杯         | リーグ杯         | オープン杯       | オープン杯       | 期間通算         | 期間通算         |
| 年度             | クラブ           | 背番号           | リーグ           | 出場             | 得点             | 出場             | 得点             | 出場             | 得点             | 出場             | 得点             |
| ブラジル         | ブラジル         | ブラジル         | ブラジル         | リーグ戦         | リーグ戦         | ブラジル杯       | ブラジル杯       | オープン杯       | オープン杯       | 期間通算         | 期間通算         |
| ---------------- | ---------------- | ---------------- | ---------------- | ---------------- | ---------------- | ---------------- | ---------------- | ---------------- | ---------------- | ---------------- | ---------------- |
| 2005             | アメリカ-MG      |                  |                  |                  |                  |                  |                  |                  |                  |                  |                  |
| 2005             | クルゼイロ       |                  |                  | 13               | 0                |                  |                  |                  |                  |                  |                  |
| 2006             | クルゼイロ       |                  |                  |                  |                  |                  |                  |                  |                  |                  |                  |
| 日本             | 日本             | 日本             | 日本             | リーグ戦         | リーグ戦         | リーグ杯         | リーグ杯         | 天皇杯           | 天皇杯           | 期間通算         | 期間通算         |
| 2007             | 川崎             | 8                | J1               | 4                | 0                | 0                | 0                | 0                | 0                | 4                | 0                |
| 2008             | 東京V            | 15               | J1               | 0                | 0                | 1                | 0                | 0                | 0                | 1                | 0                |
| ブラジル         | ブラジル         | ブラジル         | ブラジル         | リーグ戦         | リーグ戦         | ブラジル杯       | ブラジル杯       | オープン杯       | オープン杯       | 期間通算         | 期間通算         |
| 2008             | クルゼイロ       |                  |                  |                  |                  |                  |                  |                  |                  |                  |                  |
| 通算             | ブラジル         | ブラジル         |                  |                  |                  |                  |                  |                  |                  |                  |                  |
| 通算             | 日本             | 日本             | J1               | 4                | 0                | 1                | 0                | 0                | 0                | 5                | 0                |
| 総通算           |                  |                  |                  |                  |                  |                  |                  |                  |                  |                  |                  |

- Jリーグ初出場 - 2007年8月18日 J1第21節 対清水エスパルス戦 (日本平スタジアム)

## タイトル
クルゼイロ
- ミナスジェライス州選手権 (2006)
- カンピオナート・ブラジレイロ・セリエD (2014)